# Indomanie
L'indomanie (ou indophilie) désigne, chez une personne étrangère à la nation indienne, son goût prononcé pour les aspects culturels et civilisationnels développés par ce pays, ainsi que leur rayonnement. Les personnes concernées sont qualifiées d'« indophiles ». Son terme opposé est l'indophobie.
Il se réfère à l'intérêt particulier que l'Inde a suscité dans le monde occidental - spécialement en Allemagne, — et plus particulièrement, la culture et la civilisation du sous-continent indien — et ce principalement au cours des XVIIIe et XIXe siècles avec un renouveau au cours du XXe siècle dans les années 1960.
Lors des débuts du colonialisme, notamment au cours de la conquête du Bengale, tout ce qui concerne l'Inde avait un aspect de la nouveauté, surtout en Grande-Bretagne. Cet enthousiasme a généré auprès de nombre de personnes l'envie d'étudier tout ce qui concerne l'Inde, et en particulier sa culture et son histoire.

## Historique
Historiquement, l'Inde est largement perçue comme un pays avec une culture riche et diversifiée. En raison de son ancienne civilisation et de ses contributions, des récits de personnalités notables qui ont visité la nation ont chanté ses louanges.
Philostrate, dans son ouvrage Vie d'Apollonios de Tyane, a reconnu l'expérience d'Apollonius en Inde et écrit qu'Apollonius déclare :

« En Inde, j'ai trouvé une race de mortels vivant sur la Terre, mais n'y adhérant pas. Les villes qui habitent, mais qui ne leur sont pas fixées, possèdent tout mais ne possèdent rien. »

Le philosophe romain du IIe siècle, Arrien, a acclamé l'Inde pour être la nation des peuples libres, il cite qu'il n'a trouvé aucun esclave en Inde du tout, et il a ajouté:

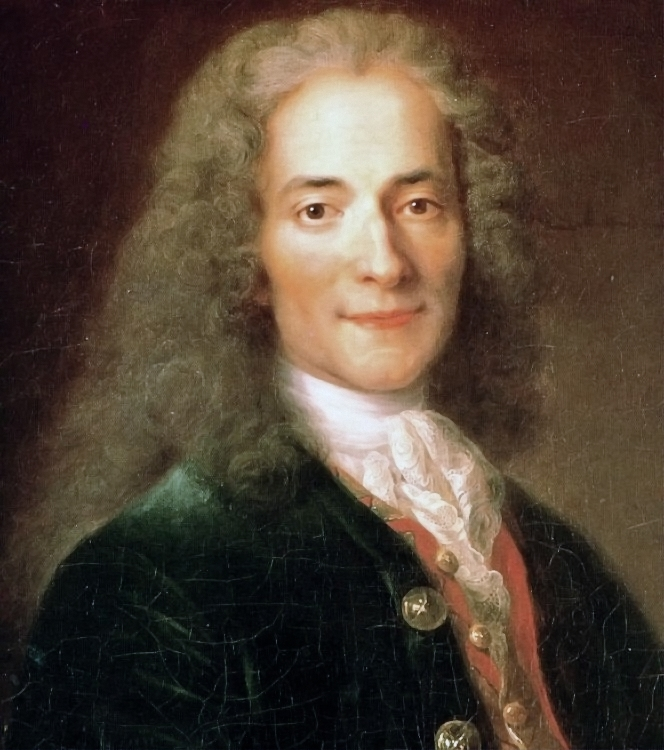
Voltaire.

« Aucun Indien n'est jamais sorti de son propre pays dans une expédition guerrière, si justes étaient-ils. »

### XVIIIeetXIXesiècles
La perception de l'histoire et de la culture indienne par les Européens fluctuait entre deux extrêmes aux XVIIIe et XIXe siècles. Bien que les écrivains européens du XIXe siècle aient vu l'Inde comme un berceau de la civilisation, leur vision romantique de l'Inde prend place à de « l'indophobie », qui a marginalisé l'histoire et la culture indienne.
Friedrich Schlegel écrivait dans une lettre à Tieck que l'Inde était la source de toutes les langues, de toutes les pensées et de tous les poèmes, et que «tout» venait de l'Inde. Au XVIIIe siècle, Voltaire a écrit:

« Je suis convaincu que tout nous est descendu des rives du Gange, - astronomie, astrologie, métempsycose, etc ... Il est très important de noter qu'il y a 2500 ans, Pythagore passa de Samos au Gange. apprendre la géométrie ... Mais il n'aurait certainement pas entrepris un voyage si étrange si la réputation de la science des Brahmanes n'avait pas été établie depuis longtemps en Europe. »

Pour une grande partie, la passion pour la culture indienne peut être attribuée à l'influence de Sir William Jones. Il fut le deuxième Anglais connu à maîtriser le sanskrit, après Charles Wilkins. Son idée était que la grammaire et le vocabulaire du sanskrit ressemblaient au grec et au latin et marquait la découverte de la famille des langues indo-européennes. En février 1786, il déclara que le sanskrit était « plus parfait que le grec, plus copieux que le latin et plus raffiné qu'eux ». Il traduit en anglais la pièce de théâtre La Reconnaissance de Shâkountalâ de Kâlidâsa et l'a publiée en 1789. L'édition de Calcutta fut un succès immédiat et deux éditions londoniens suivirent en trois ans. William Jones a également découvert que les échecs et l'algèbre étaient d'origine indienne. Chaque branche des études indiennes devait quelque chose à son inspiration.
Goethe et Schopenhauer étaient très respectés par Sir William Jones. (Goethe a probablement lu La Reconnaissance de Shâkountalâ de Kâlidâsa dans la version de Jones.) Cependant, la découverte du monde de la littérature sanskrit a dépassé les intellectuels allemands et britanniques - Henry David Thoreau était un lecteur sympathisant de la Bhagavad-Gita - et même au-delà des sciences humaines. Dans les premiers instants du tableau périodique des éléments, les auteurs se réfèrent au sujet des préfixes sanskrits (voir les éléments prédits de Mendeleïev).
Les savants comme Friedrich Schlegel ont également influencé certains historiens comme Georg Friedrich Creuzer, Joseph Görres et Carl Ritter, qui a écrit sur les livres qui mettent plus l'accent sur l'Inde que d'habitude.
Max Muller a livré une série d'ouvrages concernant la religion et la littérature indienne. Dans son quatrième ouvrage, il a déclaré :

« Si on m'a demandé de le faire, c'est l'un des aspects les plus importants de la vie et l'un des problèmes les plus importants au monde. Platon et Kant, je devrais pointer vers l'Inde. Et si on m'a demandé de le faire, nous avons eu quelques mots sur les Grecs et les Romains, et sur la race sémitique, la juive, qui est la chose la plus importante dans la vie. parfait, plus complet, plus universel, en fait plus vraiment humain ... Je devrais indiquer l'Inde. »

En 1879, Helena Blavatsky déménage en Inde et fonde sa société théosophique, en 1875 à New York, qui évolue entre un mélange particulier d'occultisme occidental et de mysticisme hindou au cours des dernières années de sa vie. Les éléments inspirés de l'hindouisme dans la Théosophie ont également été hérités par les mouvements dérivés de l'Ariosophie et de l'Anthroposophie et ont finalement contribué au renouveau du New Age entre les années 1960 à 1980, le terme New Age est apparu dans l'ouvrage majeure d'Helena Blavatsky, La Doctrine secrète, paru en 1888.

### XXesiècle
Les mouvements de réforme de l'hindouisme ont conquis le public occidental à la suite d'un séjour entrepris par Vivekananda au Parlement Mondial des Religions à Chicago, en 1893. Vivekananda fonda la mission Ramakrishna, une organisation missionnaire hindouiste toujours active aujourd'hui.
A. C. Bhaktivedanta Swami Prabhupada, Aurobindo Ghose, Meher Baba, Osho, Maharishi Mahesh Yogi, Sathya Sai Baba, Mère Meera, ont joué entre autres un rôle influent dans la propagation de l'hindouisme envers un public occidental.
Swami Prabhavananda, fondateur et président la société de Vedanta de Californie du Sud, a fait remarquer que :

« Toynbee a prédit qu'à la fin de ce siècle, le monde serait dominé par l'Occident, mais qu'au XXIe siècle, l'Inde va conquérir ses conquérants. »

Au cours des années 1960 et 1970, il y eut une phase similaire de l'indomanie en Occident, avec un intérêt grandissant pour la culture indienne. Cela était largement associé au mouvement de la contre-culture hippie; le hippie trail, par exemple, était un voyage que de nombreux Occidentaux entreprirent en Inde durant cette période. Le mouvement Hare Krishna devient populaire pendant les années 1960. Les réalisateurs indiens tels que Satyajit Ray ainsi que des musiciens tels que Ravi Shankar ont gagné en visibilité en Occident. L'influence musicale indienne, en particulier l'usage du sitar, est devenue évidente dans le jazz et le rock, parmi les artistes occidentaux populaires tels que The Beatles (voir Les Beatles en Inde), The Rolling Stones, Led Zeppelin et Jimi Hendrix, entre autres, menant au développement de genres musicaux psychédéliques tels que le raga rock et le rock psychédélique.

### XXIesiècle

#### Politique
L'Inde est la plus grande démocratie du monde. La situation démocratique de sa politique a conduit de nombreux dirigeants internationaux à vanter les mérites de la politique indienne. Le président américain George W. Bush a commenté : 

« L'Inde est un excellent exemple de démocratie. Il est très pieux, a des chefs religieux divers, mais tout le monde est à l'aise avec leur religion. Le monde a besoin de l'Inde. »

Fareed Zakaria, dans son ouvrage L'Empire américain : L'heure du partage, dépeint George W. Bush comme étant « le président le plus pro-indien de l'histoire des États-Unis ». En novembre 2012, le président israélien Shimon Peres a déclaré : 

« Je pense que l'Inde est le plus grand spectacle de la façon dont tant de différences dans la langue, dans les sectes peuvent coexister face à de grandes souffrances et de garder la pleine liberté. »

#### Éducation
Les langues indiennes ont été enseignées dans plusieurs pays, y compris les États-Unis. En 2012, Julia Gillard, alors première ministre de l'Australie, propose qui l'hindi et d'autres langues asiatiques importantes soient enseignés en Australie.
Un rapport de la BBC en 2012 a montré comment les écoles du Royaume-Uni collaborent avec des tuteurs indiens en mathématiques en ligne pour enseigner aux élèves dans les salles de classe.

#### Science
Malgré le sentiment anti-indien au Pakistan, le quotidien pakistanais The Nation publie le 7 novembre 2013 un article, intitulé Ne détestez pas, appréciez, dans lequel ils ont salué la Mars Orbiter Mission en Inde et note le rapport :

« Des guerres ont été livrées et des martyrs nous sommes nés, mais c'est fini, nous ne sommes plus dans la course, l'un d'entre nous a été sur la Lune et a maintenant les yeux rivés sur Mars pour devenir le premier pays asiatique à franchir cette étape. »

En réponse à cette mission, le quotidien chinois South China Morning Post considère l'Inde comme « pleine de vigueur et de vitalité, dotée d'avantages évidents et d'un potentiel de développement ».

### Sources et bibliographie
- (en) John Keay, India Discovered: The Recovery of a Lost Civilization, HarperCollins Publishers, 2001, 224 p.  (ISBN 978-0007123001)
- (en) Douglas T. McGetchin, Indology, Indomania, and Orientalism: Ancient India's Rebirth in Modern Germany, Fairleigh Dickinson University, 2009, 296 p.  (ISBN 978-0838642085)
- (en) Ian Strathcarron, The Indian Equator: Mark Twain's India Revisited, Dover Publications, 2013, 240 p.  (ISBN 978-0486491103)